# UFC Fight Night: Bermudez vs. Korean Zombie
UFC Fight Night: Bermudez vs. Korean Zombie è stato un evento di arti marziali miste tenuto dalla Ultimate Fighting Championship il 4 febbraio 2017 al Toyota Center di Houston, Stati Uniti d'America.

## Risultati
|                                   | Divisione              |                 |                 |                     | Metodo                                      | Round           | Tempo           | Premio          |
| Card Principale                   | Card Principale        | Card Principale | Card Principale | Card Principale     | Card Principale                             | Card Principale | Card Principale | Card Principale |
| --------------------------------- | ---------------------- | --------------- | --------------- | ------------------- | ------------------------------------------- | --------------- | --------------- | --------------- |
|                                   | Pesi piuma             | Jung Chan-sung  | batte           | Dennis Bermudez     | KO (pugno)                                  | 1               | 2:49            | POTN            |
|                                   | Pesi paglia (F)        | Felice Herrig   | batte           | Alexa Grasso        | Decisione unanime (29-28, 29-28, 30-27)     | 3               | 5:00            |                 |
|                                   | Pesi leggeri           | James Vick      | batte           | Abel Trujillo       | Sottomissione (d'arce choke)                | 3               | 0:49            |                 |
|                                   | Pesi mediomassimi      | Volkan Oezdemir | batte           | Ovince St. Preux    | Decisione non unanime (29-28, 28-29, 29-28) | 3               | 5:00            |                 |
|                                   | Pesi massimi           | Marcel Fortuna  | batte           | Anthony Hamilton    | KO (pugno)                                  | 1               | 3:10            | POTN            |
|                                   | Pesi paglia (F)        | Jéssica Andrade | batte           | Angela Hill         | Decisione unanime (30-27, 30-27, 30-27)     | 3               | 5:00            | FOTN            |
| Card Preliminare (Fox Sports 1)   |                        |                 |                 |                     |                                             |                 |                 |                 |
|                                   | Pesi massimi           | Curtis Blaydes  | batte           | Adam Milstead       | KO tecnico (infortunio)                     | 2               | 0:59            |                 |
|                                   | Pesi piuma             | Chas Skelly     | batte           | Chris Gruetzemacher | Sottomissione (rear-naked choke)            | 2               | 2:01            |                 |
|                                   | Pesi gallo             | Ricardo Ramos   | batte           | Michinori Tanaka    | Decisione unanime (29-28, 30-27, 29-28)     | 3               | 5:00            |                 |
|                                   | Catchweight (53,29 kg) | Tecia Torres    | batte           | Bec Rawlings        | Decisione unanime (30-27, 30-27, 30-27)     | 3               | 5:00            |                 |
| Card Preliminare (UFC Fight Pass) |                        |                 |                 |                     |                                             |                 |                 |                 |
|                                   | Pesi welter            | Niko Price      | batte           | Alex Morono         | KO (pugno)                                  | 2               | 5:00            |                 |
|                                   | Pesi mediomassimi      | Khalil Rountree | batte           | Daniel Jolly        | KO (ginocchiata)                            | 1               | 0:52            |                 |

## Premi
I lottatori premiati ricevettero un bonus di 50.000 dollari.
Legenda:
- FOTN: Fight of the Night (vengono premiati entrambi gli atleti per il miglior incontro dell'evento)
- POTN: Performance of the Night (viene premiato il vincitore per la migliore performance dell'evento)